# Aspilota extremicornis
Aspilota extremicornis är en stekelart som beskrevs av Fischer 1976. Aspilota extremicornis ingår i släktet Aspilota och familjen bracksteklar. Inga underarter finns listade.